# Arado S I
L'Arado S I era un biplano da addestramento civile prodotto dall'azienda tedesca Arado Flugzeugwerke GmbH alla metà degli anni venti.
Il primo dei tre prototipi è stato motorizzato con un radiale 3 cilindri Bristol Lucifer, mentre i successivi due esemplari, denominati Arado S.Ia, sono stati equipaggiati con il Siemens-Halske Sh 12 a 9 cilindri singola stella. Quest'ultimo motore venne utilizzato anche per equipaggiare l'Arado S III, un modello praticamente identico di cui solo un unico prototipo è stato costruito e venduto alla Turchia.

## Tecnica
L'S I e l'S Ia erano monomotori biplani dall'aspetto convenzionale.
La fusoliera era a sezione quadrangolare dotata di due abitacoli di pilotaggio aperti in tandem, con il posteriore riservato all'istruttore e l'anteriore per l'allievo pilota. Posteriormente terminava in una coda dall'impennaggio convenzionale monoderiva dai piani orizzontali a pianta triangolare e controventati.
La velatura era di tipo biplano-sesquiplana a scalamento positivo, ovvero caratterizzata dall'ala inferiore dall'apertura ridotta rispetto alla superiore e traslata verso la parte posteriore della fusoliera. Entrambe erano collegate tra loro tramite due montanti interalari tubolari trasversali esterni ed un castello tubolare nei pressi della fusoliera.
Il carrello d'atterraggio era un semplice biciclo fisso integrato posteriormente da un pattino di coda.
La propulsione dell'S Ia era affidata ad un motore radiale Siemens-Halske Sh 12 9 cilindri raffreddato ad aria capace di 110 PS (81 kW) abbinato ad un'elica bipala in legno a passo fisso. Precedentemente l'S I era stato motorizzato con un radiale 3 cilindri Bristol Lucifer da 100 hp (75 kW).